# Bornel
Bornel é uma comuna francesa na região administrativa de Altos da França, no departamento de Oise. Estende-se por uma área de 23.73 km². Em 2010 a comuna tinha 4 872 habitantes (densidade: 205,3 hab./km²).
Em 1 de janeiro de 2016, incorporou as antigas comunas de Anserville e Fosseuse ao seu território.